# 칼랑

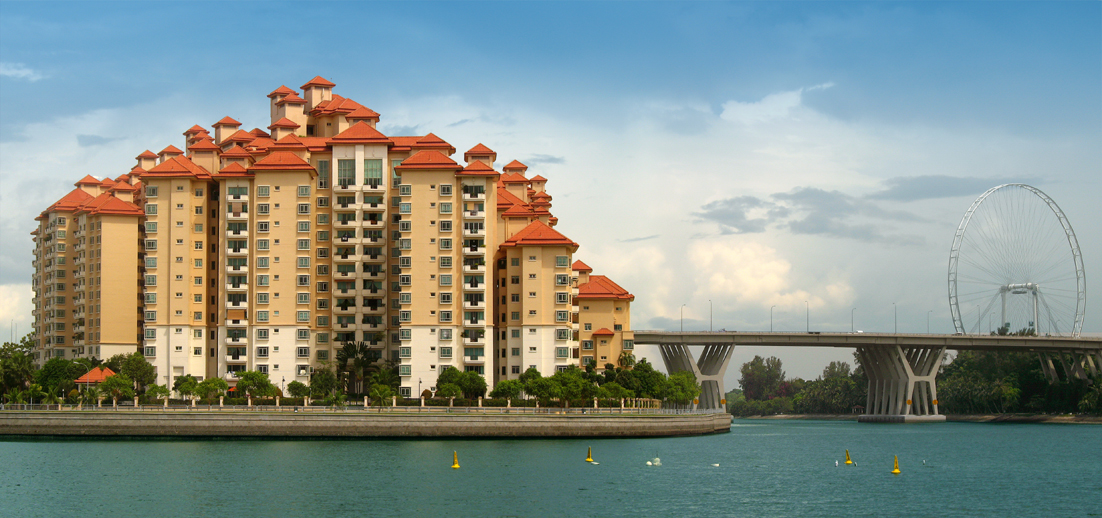

칼랑(Kallang)은 싱가포르 중부 지역에 위치한 계획 지역이자 주거 지역이다.
도시 개발은 싱가포르에서 가장 긴 강인 칼랑 강을 중심으로 이루어졌다. 칼랑 계획 구역은 북쪽의 토아 파요, 동쪽의 겔랑, 남동쪽의 마린 퍼레이드, 남쪽의 마리나 이스트, 남서쪽의 다운타운 코어, 서쪽의 로처, 뉴튼, 북서쪽의 노베나와 경계를 이루고 있다.
역사를 통틀어 칼랑에는 여러 국가 랜드마크가 있었으며 그 중 일부는 옛 국립 경기장과 국내 최초의 민간 공항인 칼랑 공항을 포함하여 칼랑 분지 강둑을 따라 건설되었다. 유명한 칼랑 로어(Kallang Roar)와 칼랑 웨이브(Kallang Wave)는 18개의 국경일 퍼레이드와 수많은 주목할만한 문화 및 스포츠 행사를 주최했던 옛 국립 경기장에 뿌리를 두고 있다. 이처럼 칼랑은 싱가포르의 항공 및 스포츠 역사에서 중추적인 역할을 했다.
오늘날 칼랑은 새로운 국립 경기장과 싱가포르 실내체육관이 있는 싱가포르 스포츠 허브가 있는 곳으로 가장 잘 알려져 있다. 새로운 국립 경기장에서는 2016년 국경일 퍼레이드가 개최되었으며, 싱가포르 실내 경기장에서는 콘서트와 공연이 자주 개최된다.